# La Albuera
La Albuera es un municipio español, perteneciente a la provincia de Badajoz (comunidad autónoma de Extremadura).

## Situación
Integrado en la comarca de Tierra de Badajoz, se sitúa a 24 kilómetros de la capital provincial. El término municipal está atravesado por las carreteras nacionales N-432 (Badajoz-Córdoba) y N-435 (Badajoz-Huelva), además de por carreteras locales que conectan con Talavera la Real (EX-363) y Valverde de Leganés (BA-006).
El relieve del municipio es prácticamente llano, con varias dehesas, algunos cerros aislados y atravesado por unos pocos arroyos. La altitud oscila entre los 289 metros al sureste (cerro Mesas) y los 236 metros a orillas del arroyo de La Albuera. El pueblo se alza a 251 metros sobre el nivel del mar, ocupando un pequeño cerro a la orilla del arroyo Chicapierna. 
El territorio municipal es un enclave dentro del término municipal de Badajoz. 

## Historia
En 1594 formaba parte de la Tierra de Badajoz en la Provincia de Trujillo.
A la caída del Antiguo Régimen la localidad se constituye en municipio constitucional en la región de Extremadura. Desde 1834 quedó integrado en el Partido judicial de Badajoz. En el censo de 1842 contaba con 50 hogares y 244 vecinos.
Durante el proceso de la conquista americana, según el Pbro. don Vicente Navarro del Castillo, 11 habitantes de La Albuera participaron en el proceso, entre ellos es de destacar Juan Alonso de la Torre que como capitán intervino en los territorios colombianos y venezolanos, participando en la fundación de la ciudad de Vélez (Colombia), y en la fundación de la ciudad de Mérida (Venezuela).[cita requerida]
El 16 de mayo de 1811, junto a esta localidad extremeña se produjo la famosa batalla de La Albuera, en la Guerra de la Independencia. Cada año se rememora en el pueblo con la participación de grupos de los países que participaron en ella, que la representan vistosamente con armas y uniformes de la época.

## Demografía
La Albuera cuenta con una población de 1992 habitantes (INE 2024).
| Gráfica de evolución demográfica de La Albuera entre 1842 y 2021                                                      |
| |
| Población de derecho según los censos de población del INE. Población de hecho según los censos de población del INE. |

## Patrimonio
Iglesia parroquial de Nuestra Señora del Camino
Templo católico bajo la advocación de homónima, que pertenece a la archidiócesis de Mérida-Badajoz. La iglesia se construyó a finales del siglo XV, en el estilo gótico imperante en la época. La obra se finalizó en el siglo XVII ya con un estilo evidentemente barroco.
Pórtico del Matrimonio (o de los novios) (origen mozárabe)
En la parte:
“…La portada del costado de la Epístola, está formada por arco carpanel trasdosado por otro de perfil conopial, apuntados entre contrafuertes y ladrillo de estilo mudéjar. Se encuentra en la actualidad tapiada. La portada del lado del Evangelio está enmarcada por un cordón conopial y coronada por dos tibias…”
En nuestra cultura ancestral, lo más sagrado que ha existido en las diversas épocas, era la unión matrimonial bajo el rito católico que nos acompaña desde siglos remotos. Es sin duda alguna que, en este pórtico del templo de la Albuera, esta puerta tuviera en el pasado una significación especial. Es probable que fuera la entrada al edificio religioso por los contrayentes en las primeras nupcias de siglos atrás.
La base que respalda la afirmación de que este pórtico en el pasado pudiese llamarse de “los novios” o “los esposos”, viene representada en la parte superior del mismo. Según se recoge al detalle en la fotografía, preside la puerta dos huesos en paralelo flanqueando al centro una cerradura. La explicación a tales símbolos religiosos viene sobradamente justificada en las sagradas escrituras.
En las religiones abrahámicas, Adán y Eva fueron el primer hombre y la primera mujer que poblaron la Tierra. El pasaje bíblico está dirigido a explicar el origen de la humanidad a través de la religión judía, relatos que han sido adoptados por el cristianismo y el islam. Todos sabemos del pasaje bíblico del capítulo 2 del Génesis, donde Dios crea al hombre y posteriormente, mientras este descansa, toma de su costilla y hace a la mujer. Así lo narra el primero de los libros del *Pentateuco:
“…Entonces Jehová Dios hizo caer sueño profundo sobre Adán y, mientras éste dormía, tomó una de sus costillas y cerró la carne en su lugar. Y de la costilla que Yahveh Dios tomó del hombre, hizo una mujer y la trajo al hombre…”  (G. 1,26)
Ya tenemos aquí la representación icónica del matrimonio en la simetría de esos huesos sobre el dintel del pórtico. Ahora veamos la explicación de la cerradura en otro pasaje bíblico que dice así:
“…Él les respondió: ¿No habéis leído que el Creador, en el principio, los creó hombre y mujer, y dijo: “Por eso abandonará el hombre a su padre y a su madre y se unirá a su mujer y serán los dos una sola carne”? De modo que ya no son dos, sino una sola carne. Pues lo que Dios ha unido, que no lo separe el hombre…”  (Mateo 19,3-12)
Así queda explícitamente definido el significado del símbolo de la cerradura. Es como un vínculo sellado que anexiona esos dos tibias.
Monumento de la Batalla de la Albuera
Su construcción fue impulsada por las Cortes de Cádiz para celebrar el triunfo de las tropas aliadas en la Batalla de la Albuera (1811). Se sitúa en la plaza del pueblo, rodeada por una verja de hierro. Está formada por dos cuerpos de planta cuadrada fabricados en mampostería a los que se accede por una grada de siete tramos. Sobre esta se alza una estructura de mármol blanco de diseño clasicista en forma de arco de medio punto. Ante el arco se sitúan dos columnas toscanas sosteniendo un entablamento al que corona un frontón adorando con elementos circulares. Bajo el arco se enmarca un busto de mármol del general Castaños, que dirigió a las tropas españolas en la batalla de 1811.
Puente viejo
De origen medieval construido a finales del siglo XV. Fue destruido en parte, por las contiendas bélicas sufridas a lo largo de la historia. Concretamente, los asedios con portugueses sufridos en 1643, y posteriormente, quedando parcialmente destruido en la legendaria Batalla de la Albuera. En la actualidad ha sido reconstruido en dos tramos, siendo el segundo un añadido necesario debido al posterior ensanchamiento del cauce del río Albuera. (como se recoge en la web de la Diputación de Extremadura).
"...Construido a finales del S. XV, actualmente reconstruido pero ha sufrido bastantes destrucciones en todas las batallas que se han dado en el poblamiento. Se sabe que en 1909 el puente estaba completo, es decir tenia 4 ojos pero ya en 1955 el ojo situado mas al oeste estaba tapado por los distintos sedimentos que dejaba la ribera de La Albuera. Por causas de los agentes geológicos el puente ha ido sufriendo con el paso del tiempo una notable destrucción hasta que en 1996 comenzaron las obras de restauración, se encuentra en la actualidad totalmente reconstruido..."
Puente Nuevo
Construido en el siglo XVII.
Monolito de las baterías
Construido en 1978 por la XXI Brigada de Infantería Mecanizada de Badajoz, el monumento quiere ser un homenaje a los primeros caídos del cuerpo del Estado Mayor.

## Patrimonio natural

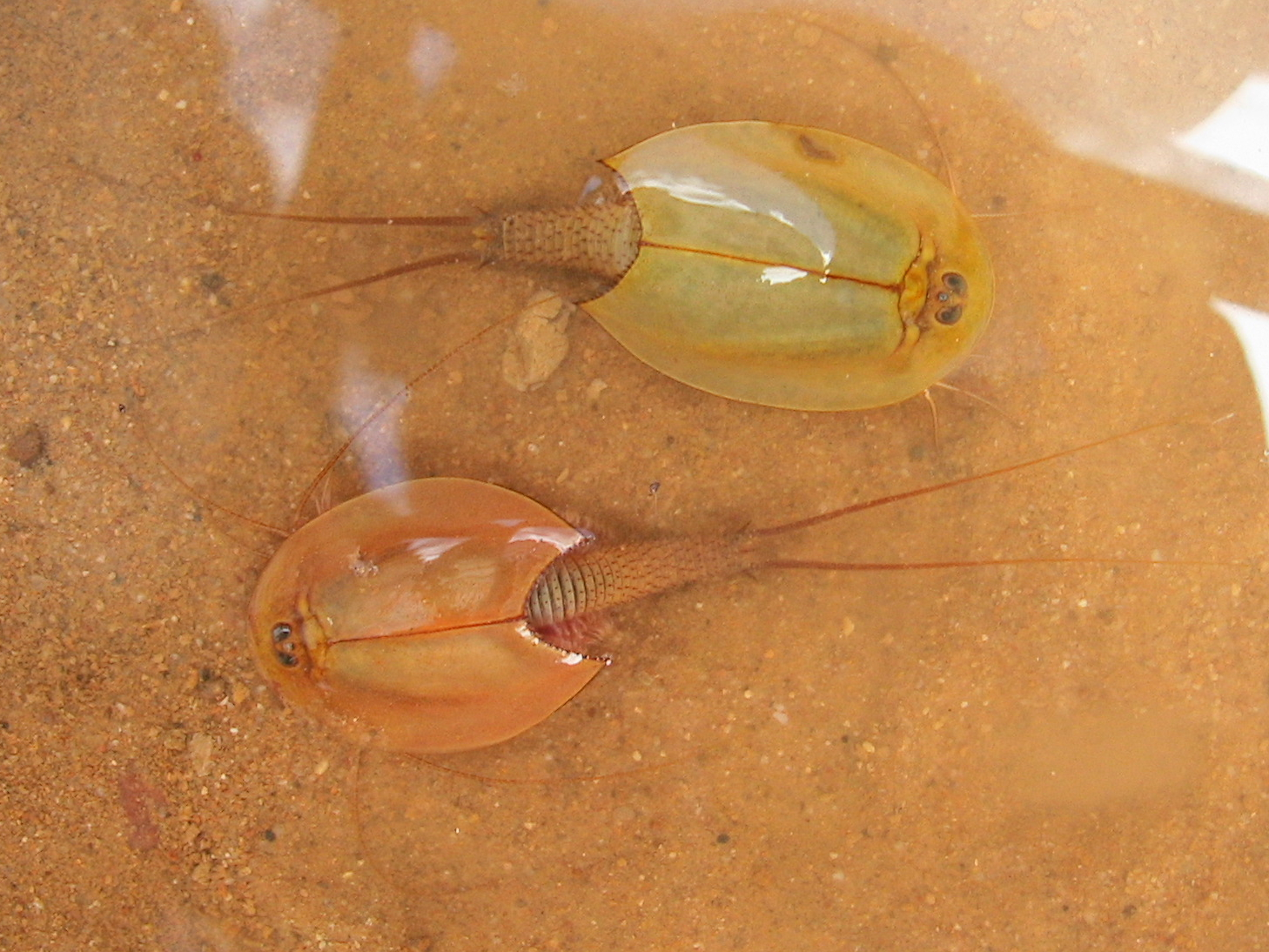
Triops emeritensis, habitante típico del Complejo Lagunar de La Albuera

Complejo lagunar: lagunas de La Albuera: Constituye este complejo de humedales naturales de carácter endorreico la mejor representación de este tipo de hábitats (lagunas temporales mediterráneas) de Extremadura. El espacio natural denominado como “Complejo Lagunar de La Albuera”, constituido por una serie de lagunas o estanques temporales de carácter mediterráneo (Lagunas Grande, Llana, Marciega, Chica, del Burro, del Carril, entre otras de menor entidad), pequeñas superficies de hábitats estepáricos salinos, y dehesas abiertas de quercíneas (encina), se halla declarado como Lugar de Importancia Comunitaria (LIC), así como Zona de Importancia Internacional para la Avifauna acuática (Área Ramsar). Junto a las llanuras agrícolas entre esta localidad, Badajoz y Valverde de Leganés (ver después) forma parte también de la declarada ZEPA, “Llanos y Complejo Lagunar de La Albuera”.

## Fiestas
- Romería de San Isidro (15 de mayo).
- La Batalla de La Albuera (16 de mayo).
- Ferias (15 de agosto).

## Deportes
- C.D. La Albuera : Club Deportivo de la localidad pacense que promociona el deporte y como no, el fútbol ya sea a nivel senior o fútbol base.